# Góis Monteiro
Góis Monteiro é uma família de  brasileiros do estado de Alagoas, sendo o sobrenome composto, oriundo do casamento do médico Pedro Aureliano Monteiro dos Santos e Constança Cavalcanti de Góis, que ocorreu na metade do século XIX. A família exerceu significativa influência política no estado de Alagoas durante a época do Estado Novo (1937-1945), quando o presidente Getúlio Vargas tornou-se presidente da República brasileira.
Atualmente, conta com alguns membros na política, além de outros na medicina, magistratura artes e investimentos.
Entre os seus principais representantes:
- Manuel César de Góis Monteiro (1891 — 1963) - militar, médico e político brasileiro.
- Edgar de Góis Monteiro - político brasileiro, governador de Alagoas (1937-1941).
- Ismar de Góis Monteiro (1906 — 1990) - político brasileiro, governador de Alagoas (1941-1945).
- Silvestre Péricles de Góis Monteiro (1896 — 1972) - político brasileiro, governador de Alagoas (1947-1951).
- Cícero Augusto de Góis Monteiro (1892 — 1932) - militar e capitão do 9º R.I. do Exército Brasileiro morto em combate na Revolução Constitucionalista de 1932.
- Pedro Aurélio de Góis Monteiro (1889 — 1956) - militar e político brasileiro.